# Gordon Gekko
Gordon Gekko es el principal protagonista de las películas Wall Street y Wall Street 2: el dinero nunca duerme, ambas producidas y dirigidas por Oliver Stone e interpretadas por Michael Douglas, que mereció el Óscar en la categoría de  «Mejor Actor principal» por su actuación en la primera de ellas.
Creado y desarrollado por Oliver Stone y el guionista Stanley Weiser, se supone que el personaje está inspirado en la vida de Ivan Boesky, prominente corredor de bolsa involucrado en un escándalo de evasión de impuestos y uso de información privilegiada durante los años 1980.
Gordon Gekko es el personaje central en la trama de ambas películas y se caracteriza por su ambición desmedida; es un tipo inteligente, astuto y de gran habilidad en los mercados financieros, pero también manipulador, poco escrupuloso y dispuesto a todo con tal de obtener lo que desea, capacidades que le han permitido edificar un extraordinario imperio financiero. Su éxito y obsesión por el poder y las esencia misma del capitalismo lo perfilan como un defensor de primer orden del Darwinismo Social, su filosofía de vida, resumida en su famoso discurso en la Universidad de California en Berkeley: 

"La codicia, a falta de una palabra mejor, es buena; es necesaria y funciona. La codicia clarifica y capta la esencia del espíritu de evolución. La codicia en todas sus formas: la codicia de vivir, de saber, de amar, de dinero; es lo que ha marcado la vida de la humanidad."
Discurso de Gordon Gekko

Gekko es un personaje extremadamente popular, aun cuando sería convencionalmente considerado como un villano, pero lo cierto es que presenta un matiz muy humano, al considerarse superior a todo pero al mismo tiempo demostrar una vulnerabilidad propia de las personas, como lo sería su desmedida ambición, con la notoria diferencia de que él sabe cómo materializar tales ambiciones y no teme hacer lo que sea necesario para ello. Igualmente, ello contribuye a su perfilamiento como Icono del Darwinismo Social, siendo su famosa cita, «la Codicia es buena», parte de la cultura popular, no sólo de Estados Unidos, sino a nivel global. Además de ser un  gran conocedor del "Arte de la Guerra" de Sun Tzu, razón por la cual cita constantemente frases de este libro durante la historia
El aspecto magnético de la esencia del personaje, así como el hecho de ser referencia e inclusive, la representación misma y más pura del capitalismo, lo que han hecho que sea uno de los más reconocidos y aclamados personajes del «Séptimo Arte». En 2003, el American Film Institute lo posicionó en el número 24, de la Lista de 50 Grandes Villanos de todos los Tiempos. Así mismo en 2008, Forbes, lo designó en el cuarto lugar, de su lista de Los 15 Personajes Ficticios más ricos, con una fortuna estimada en USD 8.500 millones.

## Historia
Gordon Gekko proviene de una familia  de Nueva York de escasos recursos económicos y bajo estrato social, lo cual lo incentiva a querer ascender económica y socialmente. Así, comienza a forjar su fortuna en Wall Street, demostrando rápidamente talento y habilidad para las transacciones financieras, compra y venta de activos, movimientos con capitales de riesgo, bonos y maniobras económicas sin precedentes. Ya para entonces, Gekko ha consolidado su reputación de "Tiburón Financiero" y finalmente consolida su fortuna y su posición al casarse con
Kate Federico, la hija y única heredera de Wisher Federico, un multimillonario propietario de hoteles. A partir de ahí, Gekko acelera aún más su producción económica, al dedicarse a las fusiones entre compañías financieras, a inversiones en bienes raíces y a consolidar empresas, con él ocupando los puestos de la directiva.
Finalmente, ya para mediados de los ochenta su fortuna ha ascendido a más de US$ 600 millones, sólo en activo poseídos y billones en negociaciones y demás propiedades, además de haberse consolidado como el más poderoso en influyente empresario financiero del país.

## Wall Street
Para el momento en que comienza la película, vemos a un Gordon Gekko que se halla en la cima de su poder, poderoso e influyente en el mundo de la finanzas y todo lo relacionado con este. En medio de esta apoteosis, Gekko conoce a Bud Fox, un joven y ambicioso corredor de bolsa, que desea abrirse paso por el mundo financiero y alcanzar a convertirse en millonario. Fox escucha a Gekko dar un discurso donde pronuncia su famosa frase:

"La codicia, a falta de una palabra mejor, es buena; es necesaria y funciona. La codicia clarifica y capta la esencia del espíritu de evolución. La codicia en todas sus formas: la codicia de vivir, de saber, de amor, de dinero; es lo que ha marcado la vida de la humanidad.."
Discurso de Gordon Gekko

Tras esto, Fox se convence de que aliarse y aprender del mítico empresario e inversionista es la mejor manera de alcanzar la riqueza que tanto anhela. Logra trabajar con él al proporcionarle información confidencial de una empresa de aerolíneas, debido a esto, Gekko apuesta por el corredor de bolsa para encomendarle comprar acciones de dicha empresa. Éste desconocía las malas intenciones de arruinar la empresa tras haber ganado una jugosa cantidad de millones de dólares. Esta ganancia la pretendía obtener inflando el valor de las acciones, es decir, cada acción iba a estar sobrevalorada a diferencia de su valor que era menor en los registros, esto para que los compradores de acciones confiaran en que la empresa de aerolíneas iba a repuntar dentro de su mercado y también compraran acciones, y que fuera lo antes posible ya que iban en cada momento a un valor mayor.
Así, Gekko se favorece de la transacción, ganando millones, pero conduciendo a la desintegración y caída de la susodicha compañía, algo con lo que Fox, no está de acuerdo, por considerarlo inmhumano e inmoral, cosas que para Gekko no son de importancia, por lo cual no las toma en cuenta y sigue con el proceso.
Sin embargo Gekko terminará siendo sometido a una investigación por violación de sistemas de seguridad y manejo ilícito de capitales, debido a la transacción realizada por él con la aerolínea. En dicha investigación colaboran múltiples empresarios y miembros de la comunidad financiera, hartos de la tiranía de Gekko, ente ellos, el que lidera tales colaboraciones es Bretton James, quien se beneficia de la caída de Gordon al crear un vacío de poder en el mundo financiero, vacío que él está listo para llenar.
Al final Gekko es declarado culpable y sentenciado a permanecer en prisión, cumpliendo una condena de 14 años.

## Wall Street 2: El dinero nunca duerme
Han pasado veinte años desde que Gordon Gekko, dominó el mundo financiero y se tornó en la persona más poderosa del mismo. Ahora, recién liberado de prisión, sin empresas ni inversiones y sin su mítica fortuna para respaldarlo, Gekko se enfrenta a un mundo muy diferente del que alguna vez controló.
Gekko sin embargo muestra nuevamente su genialidad al prever a dónde conducirá la situación, apreciando de primera mano la continua especulación, la delicada estabilidad económica del sistema financiero y en última instancia la intención de muchos grandes de las finanzas de beneficiarse casi de manera inmediata con cada inversión que hacen. Todo ello lleva a Gekko a una conclusión: crisis. Tarde o temprano el prevé que sobrevendrá un estallido, entendiendo que lo que está pasando es una burbuja financiera que está por estallar.
Gekko comienza a restaurar su posición, dando el primer paso con la publicación de su libro, el cual se vuelve un Best Seller y le restaura su notoriedad y fama, comenzando así a dar discursos acerca del mismo.
Aquí, es donde Gekko conoce a Jacob Moore, un joven intrépido, astuto, inteligente y hábil para las finanzas y que es además el novio de su hija. Jacob oyó hablar a Gekko e instantáneamente lo consideró un genio, así comienza una especie de relación Tutor y Discípulo. 
Entonces Gordon Gekko, comienza a usar a Jacob, para acercarse a su hija, con quien no tiene buena relación desde que fue a prisión, pero con el tiempo la influencia de Gekko sobre Jacob se vuelve enorme. Para el momento Gekko está enterado de que Jacob trabaja para Bretton James, quien colaborase en el pasado en el caso contra Gekko y que para entonces se ha vuelto multimillonario.
Gekko le habla entonces a Jacob, acerca de todas las trastadas y acuerdos ilícitos que Bretton James ha hecho, lo cual sumado al resentimiento que ya Jacob posee contra tal personaje por haber sido él quien quebrase a la compañía de su padre, decide pedirle a Winnie Gekko, su novia e hija de Gordon Gekko, su recién adquirido mentor, que publique en su página web de noticias toda la verdad acerca de Bretton James.
En paralelo Gekko convence a Jacob, para que le insista a Winnie que saque de una cuenta en Suiza una suma monetaria que ronda los US$ 100 millones, los cuales el mismo Gekko le pasó a su hija antes de perder su fortuna. Jacob, desempleado por una discusión que tuvo con Bretton James, y sabiendo que Winnie está esperando un hijo suyo, decide persuadir a Winnie de liberar el fideicomiso, para depositárselo a Gordon Gekko quien le ha prometido usarlos para consolidar una fortuna para Winnie y él.
Luego de ello, se publican las noticias acerca de Bretton James, lo que crea toda una marejada de inseguridades y controversias  alrededor de él, perdiendo su reputación, múltiples negociaciones y dejándolo sumido en un proceso de investigación legal por malversación de fondos monetarios.
Entre tanto, Jacob se entera de que Gekko ha salido de Nueva York a Londres y se ha llevado todo el dinero de Winnie, invirtiéndolo y logrando en cuestión de sólo un mes y medio, convertir esos US$ 100 millones en US$ 1000 millones y recuperando su fortuna y poderío, al él tomar todas las negociaciones que Bretton James había perdido y todo ello, a la par que había salido ileso económicamente mientras que todo Wall Street colapsa, lo cual le da una posición de ventaja sobre todos los demás "Señores de las Finanzas" y empresas, convirtiéndose en el hombre que puede solventar los problemas financieros de muchos empresarios y retomando así el poder y el prestigio que poseyó hace dos décadas.
De un solo golpe, Gekko había restaurado su fortuna, su reputación, había regresado a la cima y todo ello, al mismo tiempo que se había vengado del hombre que lo había enviado a prisión en el pasado, Bretton James, quien ahora iba rumbo a la cárcel y de paso desencadenando la destrucción masiva de todo el sistema financiero estadounidense, al caer cientos de compañías, mientras que él se alzaba nuevamente. 
Entre tanto Jacob, sabiéndose víctima de las manipulaciones de Gekko, le cuenta todo a Winnie, quien ahora desconfiando de él, termina su relación. Entonces Jacob, viaja a Londres a ver a Gekko y a contarle acerca del hijo que espera Winnie, su nieto, y le reprocha todo lo que hizo y la forma tan fría y despiadada como ejecutó sus venganza sin tomar en cuenta como podría afectar a los que lo rodean.
Tras discutir, Jacob se va y deja a Gekko viendo el video de su nieto en el vientre de su hija. Finalmente Gekko, entonces regresa a Nueva York, donde les dice tanto a Jacob como a Winnie que no deberían separarse y que les había depositado US$ 100 millones a sus cuentas provenientes de los beneficios de su naciente nuevo imperio de negocios, en compensación por la suma que les arrebató anteriormente.
A partir de aquí, aparentemente Gekko retoma su posición como Amo de las Finanzas, pero suaviza su conducta y su estilo de actuar, dejando de lado el clásico Darwinismo Social que lo caracterizaba  y trata de reintegrar a su familia, conformada por su hija Winnie, Jacob y su nieto.